# Campeonato caboverdiano de fútbol 2007
El Campeonato caboverdiano de fútbol 2007 es la 28ª edición desde la independencia de Cabo Verde. Empezó el 12 de mayo de 2008 y terminó el 21 de julio de 2007. El torneo lo organiza la Federación caboverdiana de fútbol (FCF).
Sporting Clube da Praia es el equipo defensor del título. Un total de 12 equipos participaron en la competición, el campeón de la edición anterior y los campeones de las 11 ligas regionales

## Equipos participantes
- Sporting Clube da Praia campeón del Campeonato caboverdiano de fútbol 2006
- Sport Clube Sal Rei campeón del Campeonato regional de Boavista
- Morabeza campeón del Campeonato regional de Brava
- Vulcânicos campeón del Campeonato regional de Fogo
- Académica da Calheta; campeón del Campeonato Regional de Fútbol de Maio
- Académico do Aeroporto campeón del Campeonato regional de Sal
- Rosariense campeón del Campeonato regional de Santo Antão Norte
- Sporting Clube do Porto Novo campeón del Campeonato regional de Santo Antão Sur
- FC Ultramarina campeón del Campeonato regional de São Nicolau
- Académica do Mindelo campeón del Campeonato regional de São Vicente
- Scorpion Vermelho campeón del Campeonato regional de Santiago Norte
- Académica da Praia subcampeón del Campeonato regional de Santiago Sur

### Información de los equipos
| Equipo                       | Localidad               |
| ---------------------------- | ----------------------- |
| Académica da Calheta         | Calheta                 |
| Académica do Mindelo         | Mindelo                 |
| Académica da Praia           | Praia                   |
| Académico do Aeroporto       | Espargos                |
| Morabeza                     | n/d                     |
| Rosariense                   | Ribeira Grande          |
| Sport Clube Sal Rei          | Sal Rei                 |
| Scorpion Vermelho            | Santa Cruz              |
| Sporting Clube da Praia      | Praia                   |
| Sporting Clube do Porto Novo | Porto Novo              |
| FC Ultramarina               | Tarrafal de São Nicolau |
| Vulcânicos                   | São Filipe              |

## Tabla de posiciones
Grupo A
|   | Equipo                      | PJ | PG | PE | PP | GF | GC | DG  | PTS |
| - | --------------------------- | -- | -- | -- | -- | -- | -- | --- | --- |
| 1 | Académica do Mindelo (C)    | 5  | 4  | 1  | 0  | 16 | 0  | +16 | 13  |
| 2 | Sporting Clube da Praia (C) | 5  | 3  | 1  | 1  | 11 | 1  | +10 | 10  |
| 3 | Sport Clube Sal Rei         | 5  | 2  | 2  | 1  | 6  | 9  | -3  | 8   |
| 4 | FC Ultramarina              | 5  | 1  | 2  | 2  | 2  | 8  | -6  | 5   |
| 5 | Morabeza                    | 5  | 0  | 2  | 3  | 3  | 10 | -7  | 2   |
| 6 | Académica da Calheta        | 5  | 0  | 2  | 3  | 3  | 13 | -10 | 2   |

Grupo B
|   | Equipo                       | PJ | PG | PE | PP | GF | GC | DG  | PTS |
| - | ---------------------------- | -- | -- | -- | -- | -- | -- | --- | --- |
| 1 | Académico do Aeroporto (C)   | 5  | 3  | 2  | 0  | 10 | 3  | +7  | 11  |
| 2 | Académica da Praia (C)       | 5  | 3  | 1  | 1  | 6  | 3  | +3  | 10  |
| 3 | Vulcânicos                   | 5  | 3  | 0  | 2  | 8  | 5  | +3  | 9   |
| 4 | Rosariense                   | 5  | 2  | 1  | 2  | 5  | 3  | +2  | 7   |
| 5 | Scorpion Vermelho            | 5  | 2  | 0  | 3  | 5  | 5  | 0   | 6   |
| 6 | Sporting Clube do Porto Novo | 5  | 0  | 0  | 5  | 5  | 20 | -15 | 0   |

(C) Clasificado

## Resultados
| Ultramarina         | 0 - 3 | Académico Mindelo   |        | 12 de mayo |       |
| Sporting Praia      | 5 - 0 | Académica Calheta   |        | 13 de mayo |       |
| Morabeza            | 1 - 3 | Sal Rei             |        | 31 de mayo |       |
| Académico Aeroporto | 8 - 3 | Sporting Porto Novo |        | 12 de mayo |       |
| Scorpion Vermelho   | 1 - 0 | Rosariense          | Várzea | 13 de mayo | 16:00 |
| Académica Praia     | 1 - 0 | Vulcânicos          | Várzea | 30 de mayo |       |

| Académica Calheta   | 0 - 1 | Ultramarina         | 19 de mayo |
| Sal Rei             | 1 - 0 | Sporting Praia      | 19 de mayo |
| Académico Mindelo   | 3 - 0 | Morabeza            | 20 de mayo |
| Sporting Porto Novo | 0 - 2 | Scorpion Vermelho   | 19 de mayo |
| Rosariense          | 2 - 1 | Académica Praia     | 19 de mayo |
| Vulcânicos          | 0 - 1 | Académico Aeroporto | 19 de mayo |

| Ultramarina       | 0 - 0 | Sal Rei             |        | 26 de mayo |  |
| Académico Mindelo | 4 - 0 | Académica Calheta   |        | 26 de mayo |  |
| Morabeza          | 0 - 2 | Sporting Praia      |        | 26 de mayo |  |
| Académica Praia   | 0 - 0 | Académico Aeroporto | Várzea | 26 de mayo |  |
| Rosariense        | 3 - 0 | Sporting Porto Novo |        | 26 de mayo |  |
| Scorpion Vermelho | 2 - 3 | Vulcânicos          |        | 27 de mayo |  |

| Sporting Praia      | 4 - 0 | Ultramarina       | 9 de junio |
| Académico Mindelo   | 6 - 0 | Sal Rei           | 9 de junio |
| Académica Calheta   | 1 - 1 | Morabeza          | 9 de junio |
| Sporting Porto Novo | 1 - 3 | Académica Praia   | 9 de junio |
| Académico Aeroporto | 1 - 0 | Scorpion Vermelho | 9 de junio |
| Rosariense          | 0 - 1 | Vulcânicos        | 9 de junio |

| Ultramarina         | 1 - 1 | Morabeza            |                | 17 de junio |  |
| Sporting Praia      | 0 - 0 | Académico Mindelo   | Várzea         | 23 de junio |  |
| Sal Rei             | 2 - 2 | Académica Calheta   |                | 23 de junio |  |
| Académico Aeroporto | 0 - 0 | Rosariense          | Marcelo Leitão | 24 de junio |  |
| Vulcânicos          | 4 - 1 | Sporting Porto Novo |                | 24 de junio |  |
| Scorpion Vermelho   | 0 - 1 | Académica Praia     |                | 24 de junio |  |

## Fase Final
|  | Semifinales             | Semifinales             | Semifinales          | Semifinales | Semifinales |   |                         | Final                   | Final | Final | Final | Final |
|  |                         |                         |                      |             |             |   |                         |                         |       |       |       |       |
|  | Sporting Clube da Praia | Sporting Clube da Praia | 3                    | 3           | 6           |   |                         |                         |       |       |       |       |
|  | Académico do Aeroporto  | Académico do Aeroporto  | 2                    | 1           | 3           |   |                         |                         |       |       |       |       |
|  |                         |                         |                      |             |             |   | Sporting Clube da Praia | Sporting Clube da Praia | 0     | 1     | 1     |       |
|  |                         | Académica do Mindelo    | Académica do Mindelo | 0           | 1           | 1 |                         |                         |       |       |       |       |
|  | Académica da Praia      | Académica da Praia      | 0                    | 0           | 0           |   |                         |                         |       |       |       |       |
|  | Académica do Mindelo    | Académica do Mindelo    | 1                    | 1           | 2           |   |                         |                         |       |       |       |       |

### Semifinales
| 30 de junio de 2007 | Sporting Clube da Praia | 3:2 | Académico do Aeroporto | Estadio de Várzea, Praia |  |
|                     | · Alex 93'              |     | Anotado · Anotado      |                          |  |

| 1 de julio de 2007 | Académica da Praia | 0:1 | Académica do Mindelo | Estadio de Várzea, Praia |  |
|                    |                    |     | Adelino 81'          |                          |  |

| 7 de julio de 2007 16:00 (UTC-1) | Académico do Aeroporto | 1:3 | Sporting Clube da Praia | Estadio Marcelo Leitão, Espargos |  |
|                                  |                        |     |                         | Árbitro(s): Victor Lima          |  |

| 7 de julio de 2007 16:00 (UTC-1) | Académica do Mindelo | 1:0 | Académica da Praia | Estadio Adérito Sena, Mindelo |  |
|                                  |                      |     |                    | Árbitro(s): Isaías Livramento |  |

### Final
| 14 de julio de 2007 | Sporting Clube da Praia | 0:0 | Académica do Mindelo | Estadio de Várzea, Praia   |  |
|                     |                         |     |                      | Árbitro(s): Nelson Barbosa |  |

| 21 de julio de 2007 | Académica do Mindelo | 1:1 | Sporting Clube da Praia | Estadio Adérito Sena, Mindelo           |                                         |
|                     | Kelly 70'            |     | Dário 90+4'             | Asistencia: Joaquim Xavier espectadores | Asistencia: Joaquim Xavier espectadores |

| Campeón Sporting Clube da Praia 6.o título |

## Estadísticas
- Mayor goleada: Académico Aeroporto 8 - 3 Sporting Porto Novo (12 de mayo)